# Willian Lara
Willian Rafael Lara (El Socorro, Guárico, 28 de julio de 1959 - Río Uverito, 10 de septiembre de 2010) fue un periodista y político venezolano.

## Trayectoria
William Lara llegó a desempeñarse como Presidente de la Asamblea Nacional de Venezuela, Ministro y gobernador del estado Guárico. Recibe el 11 de septiembre de 2010, la Orden Libertador en primera Clase Gran Cordón Post Mortem. Realizó estudios de comunicación social en la Universidad Central de Venezuela y un posgrado de Ciencias Políticas en la Universidad Simón Bolívar siendo después profesor en dicha universidad. 
Decidió entrar de lleno en la política militando en el partido izquierdista Movimiento V República, liderado por Hugo Chávez. Por este partido y otras organizaciones de izquierda, fue elegido diputado al Congreso Nacional en 1998, siendo Presidente de la Comisión de Política Interior de la Cámara de Diputados en 1999. Después de la disolución de los poderes públicos y la proclamación de una Asamblea Nacional Constituyente para promulgar una nueva constitución, fue elegido parlamentario constituyente y llegó a ser designado Presidente de la Comisión de Régimen Político y Poder Electoral. Ascendió rápidamente en su partido al ser designado Director Nacional de Organización del mismo. En el año 2000, se presentó como candidato para la Gobernación del Estado Miranda, pero perdió ante Enrique Mendoza. En las elecciones legislativas de ese mismo año resultó elegido nuevamente diputado, esta vez para la nueva Asamblea Nacional, en la cual desempeñándose como presidente de la misma juramenta a Diosdado Cabello como presidente temporal luego de la derrota de los golpistas durante abril del 2002. Fue reelegido como diputado nacional en las elecciones de 2005, sin embargo en el año 2006 renuncia a su cargo de parlamentario al ser designado por el presidente Hugo Chávez como Ministro de Información y Comunicación, siendo sustituido en enero de 2008 por Andrés Izarra.
En agosto de 2008 después de haberse disuelto un año y medio antes el Movimiento V República y haberse conformado el nuevo partido progubernamental Partido Socialista Unido de Venezuela donde Lara fue uno de los principales dirigentes, ganó la candidatura a la gobernación del Estado Guárico en las elecciones internas convocada por la agrupación política, siendo oficialmente el candidato para la gobernación guariqueña en las elecciones regionales de noviembre de ese año. Lara ganó las elecciones convirtiéndose en el nuevo gobernador de Guárico.

## Muerte
El 10 de septiembre de 2010, sufrió un accidente automovilístico alrededor de las 4:30 de la tarde, donde fallece. El accidente ocurrió en la Troncal 2 a la altura del sector Uverito, cerca de la localidad guariqueña de San Juan de los Morros donde, a causa de la lluvia intensa que se produjo en el instante, perdió el control del vehículo que conducía, cayendo en el río Paya, un río de la zona, en el Municipio Juan Germán Roscio. Su chofer y escolta, Alejandro Mirabal, quien iba siempre de copiloto (ya que Willian Lara gustaba manejar él mismo), informaron que tras salir de la camioneta vio que el gobernador también había logrado salir, pero inevitablemente la fuerte corriente del río lo arrastró.
Su cuerpo fue encontrado a las 4:30 de la mañana del día sábado 11 de septiembre de 2010, después de más de 12 horas desaparecido.
En sus exequias el 11 de septiembre de 2010 en el Consejo Legislativo del Estado Guárico, el presidente de la República Bolivariana de Venezuela, Hugo Chávez, señaló lo siguiente acerca de la figura de Willian Lara

"Quise venir a acompañarlos aquí, pues Willian se merece todos los honores que le podamos rendir (...) Willian Lara será recordado como uno de los fundadores de la República Bolivariana de Venezuela".
Hugo Chávez Frías
Presidente de la República Bolivariana de Venezuela.

## Sucesor a la Gobernación
Arturo Suárez, presidente del Consejo Legislativo del Estado Guárico en ese entonces, asumió como gobernador encargado, hasta que el Consejo Nacional Electoral llamara a elecciones en esta entidad, como lo indica la ley.